# Ahmed Oudjani
Ahmed Oudjani (Philippeville, Argelia; 19 de marzo de 1937 - Lille, Francia; 14 de enero de 1998) fue un futbolista argelino. Jugaba de delantero y pasó su carrera en Francia y en su país. Es el máximo goleador histórico del RC Lens con 94 goles y fue el máximo anotador en la Division 1 1963-64 con 30 goles. Fue internacional absoluto con la selección de Argelia entre 1963 y 1965, con la que disputó cinco encuentros.
Su hijo Chérif Oudjani fue futbolista e internacional por Argelia, él anotó el gol en la final de la Copa Africana de Naciones 1990 que le dio el título a Argelia.

## Clubes
| Club           | País    | Año       |
| -------------- | ------- | --------- |
| US Vendôme     | Francia | 1955-1957 |
| RC Lens        | Francia | 1958-1965 |
| RC Paris       | Francia | 1965-1966 |
| RC Paris-Sedan | Francia | 1966-1967 |
| SM Caen        | Francia | 1967-1968 |
| JSM Tébessa    | Argelia | 1968-1969 |
| JSM Béjaïa     | Argelia | 1969-1970 |
| RC Lens        | Francia | 1970-1972 |

## Palmarés

### Títulos nacionales
| Título             | Club    | País    | Año  |
| ------------------ | ------- | ------- | ---- |
| Copa Charles Drago | RC Lens | Francia | 1959 |
| Copa Charles Drago | RC Lens | Francia | 1960 |
| Copa Charles Drago | RC Lens | Francia | 1965 |

### Distinciones individuales
| Distinción                       | Año     |
| -------------------------------- | ------- |
| Máximo goleador de la Division 1 | 1963-64 |